# Alex Molenaar
Alex Molenaar (ur. 13 lipca 1999 w Rotterdamie) – holenderski kolarz szosowy.
Kolarstwo uprawia również jego siostra, Laura Molenaar.

## Osiągnięcia
Opracowano na podstawie:

2017
- 1. miejsce w SPIE Internationale Juniorendriedaagse

2018
- 1. miejsce w klasyfikacji młodzieżowej Tour of Szeklerland

2019
- 1. miejsce w klasyfikacji młodzieżowej GP Beiras e Serra da Estrela
- 1. miejsce na 2. etapie Oberösterreichrundfahrt
- 1. miejsce na 8. etapie Tour of Qinghai Lake
- 1. miejsce w Dookoła Rumunii
- 1. miejsce w klasyfikacji młodzieżowej

2022
- 1. miejsce na 8. etapie Tour de Langkawi

## Rankingi
| Rok             | 2018  | 2019 | 2020 | 2021  | 2022  | 2023 | 2024 |
| --------------- | ----- | ---- | ---- | ----- | ----- | ---- | ---- |
| World Ranking   | 1775. | 493. | -    | 1545. | 2217. | 608. | 746. |
| UCI Europe Tour | 1169. | 380. | -    | 1088. | 1395. | -    | -    |
|                 |       |      |      |       |       |      |      |
| Źródło: UCI     |       |      |      |       |       |      |      |